# Люксембург на летних Олимпийских играх 1952
Люксембург принимал участие в Летних Олимпийских играх 1952 года в Хельсинки (Финляндия) в восьмой раз за свою историю, и завоевал одну золотую медаль.

## Легкая атлетика
Основная статья: Легкая атлетика на летних Олимпийских играх 1952 года
Семь спортсменов, все мужчины, представляли Люксембург в 1952 году.
Мужчины, 200 метров
- Фред Хаммер
- Роби Шаэффер

Мужчины, 400 метров
- Фред Хаммер
- Жан Хамилус
- Жерар Раскин

Мужчины, 1500 метров
- Жози Бартель (золото)

Мужчины, 5000 метров
- Пол Фриден

Бег на 110 метров с барьерами среди мужчин
- Джонни Фонк

Бег на 400 метров с барьерами среди мужчин
- Джонни Фонк

Мужская эстафета 4 х 400 метров
- Фред Хаммер
- Жан Хамилус
- Жерар Раскин
- Роби Шаэффер

## Бокс
Основная статья: Бокс на летних Олимпийских играх 1952 года
Мужчины в полусреднем весе:
- Фернан Бэкес (во втором круге проиграл бельгийцу Жану-Луи Патерноту (0: 3)

- Жаннот Велтер (выбыл в первом раунде — проиграл Франко Вескови из Италии (0: 2)

- Бруно Матюсси (в первом круге проиграл итальянцу Гвидо Маццинги (0: 3).

Мужчины в среднем весе:
- Альфред Штюрмер(выбыл в первом раунде — проиграл Борису Георгиеву Николову из Болгарии (0: 3)

## Велоспорт
Основная статья: Велоспорт на летних Олимпийских играх 1952 года
Мужская индивидуальная шоссейная гонка (190,4 км)
- Андре Моес — 5:11:19.0 (→ 11-е место)
- Роже Людвиг — 5:11:20.0 (→ 14-е место)
- Йозеф Шранер — 5:15:06.1 (→ 20-е место)
- Николя Морн — 5:26:25.0 (→ 51-е место)
- Жан Шмит — не финишировал

## Фехтование
Основная статья: Фехтование на летних Олимпийских играх 1952 года
Четыре фехтовальщика, все мужчины, представляли Люксембург в 1952 году.
Мужское фехтование
- Леон Бак
- Эмиле Гретш
- Жан-Фернан Лейшен

Мужское командное фехтование
- Эмиле Гретш
- Жан-Фернан Лейшен
- Пол Анен
- Леон Бак

## Другие виды спорта
Спортсмены из Люксембурга также участвовали в соревнованиях по гребле на каноэ, футболу, гимнастике, плаванию и борьбе.

## Медалисты
| Медаль | Спортсмен    | Вид спорта      | Дисциплина      |
| ------ | ------------ | --------------- | --------------- |
| Золото | Жози Бартель | Лёгкая атлетика | Мужчины, 1500 м |